# Aubiat
Aubiat är en kommun i departementet Puy-de-Dôme i regionen Auvergne-Rhône-Alpes i centrala Frankrike. Kommunen ligger i kantonen Aigueperse som tillhör arrondissementet Riom. År 2022 hade Aubiat 1 018 invånare.

## Befolkningsutveckling
Antalet invånare i kommunen Aubiat
| Referens: INSEE |